# 清水敬一
清水 敬一 (しみず けいいち、1959年 - ) は、日本の合唱指揮者。

## 来歴
東京都生まれ。1982年早稲田大学理工学部電気工学科を卒業。指揮法を遠藤雅古、ヴィクター・フェルドブリル、合唱指揮を関屋晋に師事。現在20以上の合唱団の指揮・指導をする。各地で合唱とオーケストラのための作品のコーラスマスターを務める一方、初演した現代作品も多い。
国内外の音楽祭、作曲コンクール・合唱コンクールの審査員を歴任。2005年には京都で開かれた第7回世界合唱シンポジウムに於いてJCA特別セッションの講師を務めた。1995年の番組開始以来、NHKラジオ「みんなのコーラス」レギュラー出演。
2012年-2015年、日本合唱指揮者協会理事長に就任。
2016年現在、全日本合唱連盟理事、日本合唱指揮者協会理事、東京都合唱連盟理事長、東京芸術大学非常勤講師。BSテレビ東京番組審議会委員。

## 主要ディスコグラフィー
- 『課題曲を歌おう!--早稲田大学コール・フリューゲル』（NHK）
- 『コーラスNOW! 冬と銀河ステーション』（ビクターエンタテインメント）VICG-50037 - 「風が渡っていくのは」（大田桜子）、「はる」（鈴木輝昭）、「はじまり」（木下牧子）を担当。
- 『私が歌う理由 - 合唱団京都エコー&松原混声合唱団が歌う日本の合唱曲』（ブレーン）OSBR-22001 - 「骨のうたう」（新実徳英）ほか8曲を指揮。
- 『季節が僕を連れ去ったあとに -松原混声合唱団第19回定期演奏会』（ブレーン）OSBR-26007 - 「風の馬」（武満徹）、合唱協奏曲「ビオス」（新実徳英）、「季節が僕を連れ去ったあとに」（若林千春）ほかを担当。

## 著書
- 合唱指導テクニック - 基礎から実践まで、NHK出版、2011年 ISBN 4140553111
- 必ず役立つ合唱の本、[ヤマハミュージックメディア]、2013年 ISBN 4636891708
- 必ず役立つ 合唱の本 レベルアップ編、[ヤマハミュージックメディア]、2013年 ISBN 4636898591